# Qinnguadalen
Quinnguadalen även kallad Paradisdalen är en dalgång i södra Grönland, belägen cirka 15 kilometer från närliggande bosättning. Dalgången går i stort sett från nord till syd, mellan sjön Taserguag och Tasermiutfjorden. Dalgången är speciell eftersom den är det enda större och naturliga skogsområdet på Grönland.
Dalen skyddas av höga berg och klimatet är varmare än i andra delar av Grönland. Den definieras som en boreal region med temperaturer över 10 °C på sommaren. Omkring 300 växtarter har hittats på platsen, bland andra gråvide, glasbjörk och Sorbus groenlandica. Träden kan bli 7–8 meter höga.